# Forlaget Ravnerock
Forlaget Ravnerock er et dansk forlag på Fyn. Det blev grundlagt i 1988. Forlaget ejes af Andelsforeningen Ravnerock, hvis formål det er at fremme nyere litteratur og kunst. Forlagsredaktør Bjarne Kim Pedersen er dets drivende kraft.
Forlaget har blandt andet udgivet en dansk oversættelse af det lettiske nationalepos "Bjørnedræberen" i 2012 og en samling fortællinger af Rainer Maria Rilke i 2016.

## Forfattere
Blandt forfattere, der har udgivet på forlaget er:
- Claus Høxbroe
- Egon Bork
- Ejler Nyhavn
- Michael Næsted Nielsen
- Sune Reitz
- Poul Lynggaard Damgaard[4]